# New York Giants
New York Giants er et professionelt amerikansk fodboldhold baseret i New Yorks metropolområde. Holdet har hovedkvarter, træner og spiller hjemmekampe på MetLife Stadium i Meadowslands Sports Complex i forstaden East Rutherford, New Jersey. De er for nuværende medlem af NFC East-divisionen af National Football Conference (NFC) i National Football League (NFL). Giants var et af de fem hold, der gik ind i NFL i 1925, men det eneste fra det år, der stadig eksisterer.
Giants har vundet syv NFL-titler — fire før Super Bowl-æraen (1927, 1934, 1938 og 1956), og 4 siden Super Bowls indførsel (Super Bowl XXI, Super Bowl XXV, Super Bowl XLII og Super Bowl XLVI). Gennem historien har Giants haft 15 Hall of Fame-spillere, blandt andet de mest værdifulde spiller (MVP)-vindere Mel Hein, Frank Gifford, Charlie Conerly, Y.A. Tittle og Lawrence Taylor.
For at adskille sig selv fra baseballholdet af samme navn, blev footballholdet kaldet New York Football Giants. Selvom baseballholdet flyttede til San Francisco i 1957, blev footballholdet ved med at bruge "New York Football Giants" som dets juridiske navn. Holdet har desuden flere tilnavne, blandt andet "Big Blue", "G-men", "Big Blue Wrecking Crew", "Jersey Giants" og "Jints", et navn der ofte ses i New York Post, og som stammer fra baseballholdet da de stadig havde base i New York.

## Logoer og uniformer
Med over 80 års holdhistorie, har Giants haft mange uniformer og logoer. Giants' logoer gennem tiderne har indeholdt flere inkarnationer af en gigantisk quarterback, og en gigantisk runningback der gør sig klar til at kaste en football, "ny" med små bogstaver, og stylede versioner af holdets tilnavn.
Giants' trøjer er traditionelt blå eller røde (eller hvide med blå og røde undertoner), og deres bukser skifter mellem hvide og grå. I øjeblikket har Giants hjemmetrøjer, der er helt blå med hvide tal og bogstaver, grå bukser med røde og blå striber på buksebenene, og helt blå sokker. 
Ude-uniformen består af hvide trøjer med røde tal og bogstaver og "nordvest"-striber på ærmerne, grå bukser med blå og røde striber, og helt røde sokker. 
Giants' hjelm er metalblå med hvide bogstaver og tal, og med en rød striber der løber fra hjelmens forside og bagud. Hjelmen prydes på begge sider med et "ny"-logo i små bogstaver, samt en grå "facemask" – beskyttelsen foran ansigtet. 
Desuden har Giants en tredje trøje, der minder om deres helt røde hjemmetrøje fra de tidlige 50'ere: den alternative trøje er rød med hvide tal og bogstaver. Denne trøje har holdet brugt tre gange hjemme siden 2004.

## Radio
Pr. 2006 er Giants' primære radiostation WFAN 660 AM, den ældste kun-sportsradiostation i USA. Nogle kampe i august og september flyttes til WXRK 92,3 FM på grund af sammenfaldende New York Mets-baseballkampe. Spil-for-spil-kommentatoren er Bob Papa.